# Melrose RFC
El Melrose Rugby Football Club es un equipo de rugby de Escocia con sede en la ciudad de Melrose.

## Historia
Fue fundada en 1877, siendo aceptado como club oficial por la federación de Escocia en 1880.
En 1883 se disputó el primer Melrose Sevens, a dicho torneo se le atribuye la creación del Rugby 7, una modalidad reducida del rugby.
Desde el año 1973 hasta 2019 su principal equipo participó en la Premiership en el cual logró diez campeonatos, consolidándose como el segundo equipo con más consagraciones,
Desde 2019 hasta 2024 su primer equipo compitió en el Súper Series, con la denominación de Southern Knights. torneo que finalmente fue eliminado por la federación de Escocia, regresando el primer equipo al sistema de ligas de Escocia.

## Palmarés
- Premiership (10): 1989-90, 1991-92, 1992-93, 1993-94, 1995-96, 1996-97, 2010-11, 2011-12, 2013-14, 2017-18.

- Campeonato de Escocia no oficial (3): 1951-52, 1962-63, 1966-67.

- Copa de Escocia (4): 1996-97, 2007-08, 2016-17, 2017-18.

- Supercopa de Escocia (2): 2016-17, 2017-18.